# Фонтен-ле-Пен
Фонте́н-ле-Пен (фр. Fontaine-le-Pin) — коммуна во Франции, находится в регионе Нижняя Нормандия. Департамент коммуны — Кальвадос. Входит в состав кантона Бретвиль-сюр-Лез. Округ коммуны — Кан.
Код INSEE коммуны — 14276.

## Население
Население коммуны на 2010 год составляло 362 человека.
| 1962 | 1968 | 1975 | 1982 | 1990 | 1999 | 2010 |
| ---- | ---- | ---- | ---- | ---- | ---- | ---- |
| 283  | 258  | 258  | 289  | 279  | 284  | 362  |

## Экономика
В 2010 году среди 241 человека трудоспособного возраста (15—64 лет) 175 были экономически активными, 66 — неактивными (показатель активности — 72,6 %, в 1999 году было 62,2 %). Из 175 активных жителей работали 164 человека (83 мужчины и 81 женщина), безработных было 11 (6 мужчин и 5 женщин). Среди 66 неактивных 23 человека были учениками или студентами, 25 — пенсионерами, 18 были неактивными по другим причинам.